# Rheinischer Ring
Der Rheinische Ring (RhR) ist ein seit 1920 bestehender Zusammenschluss gleichgesinnter Burschenschaften an technischen Universitäten.

## Geschichte

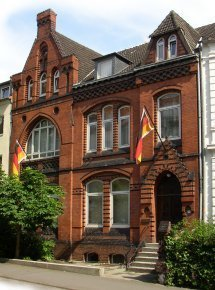
Im Haus der Arminia Hannover wurde 1920 die Arbeitsgemeinschaft besiegelt.

Der RhR ging aus der am 4. Juli 1920 in Hannover gegründeten Arbeitsgemeinschaft hervor, in welcher sich Burschenschaften zusammengeschlossen hatten, die bereits zuvor im Rüdesheimer Verband deutscher Burschenschaften (RVdB) in einem Freundschaftsverhältnis zueinander gestanden hatten.
Kartellbildung war im RVdB nicht zugelassen. Nachdem der RVdB 1919 in der Deutschen Burschenschaft (DB) aufgegangen war, sahen sich die Burschenschaften an technischen Hochschulen nun mit den alten Kartellen der DB konfrontiert. Um die eigenen Interessen besser vertreten zu können, wurde es für notwendig gehalten, sich entweder diesen bestehenden Kartellen anzuschließen, oder ein eigenes Kartell zu begründen. Zunächst entstand am 18. Dezember 1919 eine Arbeitsgemeinschaft zwischen Germania Braunschweig und Arminia Karlsruhe. Im folgenden Jahr wurde auf Einladung von Arminia Hannover über die Gründung einer um weitere Burschenschaften ergänzte „erweiterte Arbeitsgemeinschaft“ verhandelt. Über das genaue Gründungsdatum und die gründenden Mitglieder gehen die Quellenangaben auseinander; als gesichert gilt nur, dass sie zum Burschentag 1920 bereits bestand. Das akademische Deutschland nennt als Gründungsmitglieder die sechs Burschenschaften Germania Braunschweig, Gothia Charlottenburg, Germania Darmstadt, Arminia Hannover, Arminia Karlsruhe und Hilaritas Stuttgart. Bei weiteren Burschenschaften, wie etwa der Teutonia Danzig, ist umstritten, ob sie die Arbeitsgemeinschaft mitgründeten und dann gleich wieder ausschieden oder ob sie gar nicht erst Mitglied wurden. Die an den Gründungsverhandlungen zunächst beteiligte Stauffia München orientierte sich schließlich zum Weißen Kreis.
Auf dem Burschentag an Pfingsten 1923 wurde „Rheinischer Ring“ als Name der Arbeitsgemeinschaft festgelegt. Ein Kartellzwang, also die Pflicht zum gemeinsamen Abstimmen auf den Burschentagen, wurde nicht eingeführt. Der Einfluss auf die Verbandspolitik der DB blieb bis zur faktischen Auflösung von RhR und DB 1936 gering.
Anfang der 1950er Jahre neu erstanden, war der RhR in den 1960er Jahren Mitglied in einer als Gegenpol zur Burschenschaftlichen Gemeinschaft (BG) verstandenen „Informationsrunde“ liberaler Burschenschaften. Der RhR stand somit gegen einen volkstumsbezogen definierten Vaterlandsbegriff und gegen eine Fusion der DB mit der DBÖ der österreichischen Burschenschaften.
Zwischen Dezember 2012 und Pfingsten 2013 verließen die Burschenschaften des RhR die DB. Am 3. Oktober 2016 traten sie geschlossen der Allgemeinen Deutschen Burschenschaft als Gründungsmitglieder bei.

## Aufgaben und Ziele
Zweck der Gründung war es, die gemeinsamen Interessen der Mitgliedsburschenschaften in den Ausschüssen der DB in enger Zusammenarbeit besser zur Geltung bringen zu können.
Seine Aufgaben sieht der Rheinische Ring heute in der Pflege der Freundschaft unter seinen Mitgliedsburschenschaften und in der Durchführung der burschenschaftlichen Arbeit, die eine Einzelburschenschaft allein nicht leisten kann.

## Mitglieder
|  |
|  |
|  |
|  |
|  |

|  |
|  |
|  |
|  |
|  |
|  |

|  |
|  |
|  |
|  |
|  |

|  |
|  |
|  |
|  |
|  |
|  |
|  |

|  |
|  |
|  |
|  |
|  |

|  |
|  |
|  |
|  |
|  |

### Ehemalige Mitgliedsbünde
- Alte Darmstädter Burschenschaft Germania (1922–1961)
- Karlsruher Burschenschaft Arminia (1920–1998)
- Berliner Burschenschaft Gothia (1920–1999)
- Burschenschaft Cheruscia Breslau (1933–1936)
- Burschenschaft Rheno-Guestfalia Darmstadt (1921–1923)